# 湘江蛇鮈
湘江蛇鮈（学名：Saurogobio xiangjiangensis）为輻鰭魚綱鯉形目鲤科蛇鮈屬的鱼类，俗名杉木条，是中国的特有物种。分布于湖南、贵州等。该物种的模式产地在湖南江华。體長可達26公分。

## 扩展阅读
維基物種上的相關：湘江蛇鮈